# تاي ويسلي
تاي ويسلي (بالإنجليزية: Tai Wesley)‏ مواليد 13 مايو 1986 في أوريم، هو لاعب كرة سلة أمريكي. بدأ مسيرته الاحترافية في سنة 2011. يلعب مع ويلينغتون ساينتس في الدوري النيوزيلندي لكرة السلة. يحمل الرقم 42. يبلغ طوله 6 قدم 7 بوصة (2.0 م).

## المسيرة الاحترافية
لعب مع دين بوش في موسم 2011–12 ، ثم لعب مع إس بي أو روان باسكت في الدوري الفرنسي في موسم 2012–2013، ثم لعب مع دين بوش في موسم 2013–14 ، ثم لعب مع ساوثلاند شاركز في سنة 2014، ثم لعب مع نيو زيلاند بريكرز في الدوري الأسترالي من سنة 2014 إلى 2016، ثم لعب مع ويلينغتون ساينتس في سنة 2016، ثم لعب مع ملبورن يونايتد في الدوري الأسترالي في موسم 2016–17.

## روابط خارجية
- تاي ويسلي على موقع fiba3x3.com (الإنجليزية)
- تاي ويسلي على موقع كرة السلة الأوروبية.كوم (الإنجليزية)
- تاي ويسلي على موقع كلية كرة السلة في سبورتس رفرنس.كوم (الإنجليزية)
- تاي ويسلي على موقع ريلجم (الإنجليزية)
- تاي ويسلي على موقع بروبوليرز (الإنجليزية)
- تاي ويسلي على موقع سبورتس رفرنس (الإنجليزية)